# Cyathea subtripinnata
Cyathea subtripinnata är en ormbunkeart som beskrevs av Holtt. Cyathea subtripinnata ingår i släktet Cyathea och familjen Cyatheaceae. Inga underarter finns listade.